# ریکاردو کلمبو
ریکاردو کلمبو (انگلیسی: Riccardo Colombo؛ زادهٔ ۱ دسامبر ۱۹۸۲) بازیکن فوتبال اهل ایتالیا است.
از باشگاه‌هایی که در آن بازی کرده‌است می‌توان به باشگاه فوتبال رجینا، باشگاه فوتبال تورینو، باشگاه فوتبال سالرنیتانا، باشگاه فوتبال ارورا پرو پاتریا ۱۹۱۹، باشگاه فوتبال اودینزه، باشگاه فوتبال چیتادلا، باشگاه فوتبال تریستیانا، و باشگاه فوتبال نووارا اشاره کرد.